# James Spicer
Sir James Wilton Spicer (* 4. Oktober 1925; † 21. März 2015) war ein britischer Politiker der Conservative Party, der zwischen 1974 und 1997 den Wahlkreis West Dorset als Mitglied des House of Commons vertrat und zeitweise Vize-Vorsitzender der Conservative Party war. Darüber hinaus war er von 1975 bis 1984 Mitglied des Europäischen Parlaments und Initiator der Sporthalle des Unterhauses.

## Leben

### Offizier und erfolglose Unterhauskandidatur 1971
Spicer, Sohn von James Spicer und dessen Ehefrau Florence Spicer, trat nach dem Besuch von The Latymer School, einer ursprünglich 1624 gegründeten Grammar School, 1943 in die British Army ein und diente während des Zweiten Weltkrieges bei den Royal Fusiliers. Er nahm 1944 als Zugführer der Oxford and Buckinghamshire Light Infantry an der Ardennenoffensive teil. 1951 trat er in das Fallschirmjägerregiment und diente während der Sueskrise im Herbst 1956 als Major im 1. Bataillon dieses Regiments. Er schied anschließend 1957 aus dem aktiven Militärdienst aus, da er den militärischen Einsatz in der Sueskrise aus tiefster Überzeugung ablehnte.
Nach seinem Ausscheiden aus dem aktiven Militärdienst war er als Farmer und Grundstücksbesitzer. 1966 wurde Spicer zum Kandidaten der konservativen Tories für den Wahlkreis Southampton Itchen nominiert. Inhaber dieses Wahlkreises war seit 1950 der Labour-Politiker Horace King, der am 2. September 1965 zum Sprecher (Speaker) des Unterhauses gewählt wurde. Die Konservativen verzichteten anschließend mit Zustimmung Spicers darauf, gegen diesen bei den Unterhauswahlen am 31. März 1966 sowie am 18. Juni 1970 anzutreten.
Erst nach dem Ausscheiden von Horace King aus dem Unterhaus am 2. März 1971 trat er gegen den neuen Labour-Kandidaten Bob Mitchell bei der Nachwahl By-election am 27. Mai 1971 an, verlor jedoch deutlich gegen diesen mit 9.675 Stimmen Unterschied: Während Mitchell 22.575 Stimmen erhielt, entfielen auf Spicer nur 12.900 Wählerstimmen.
1968 ernannte der damalige Parteivorsitzende Edward Heath zum Vorsitzenden des Politischen Zentrums (Conservative Political Centre), ehe er vier Jahre später 1972, kurz vor dem Beitritt Großbritanniens zu den Europäischen Gemeinschaften, Direktor der Konservativen Europa-Gruppe wurde.

### Unterhaus-Abgeordneter 1974 bis 1997
Bei den Unterhauswahlen vom 28. Februar 1974 wurde Spicer für die Conservative Party im Wahlkreis West Dorset erstmals zum Mitglied des House of Commons gewählt und damit zum Nachfolger seines Parteifreundes Simon Wingfield Digby, der diesen Wahlkreis seit einer Nachwahl am 28. Juni 1941 innegehabt hatte. Bei seiner ersten Wahl konnte sich Spicer mit 21.634 Stimmen (49 Prozent) deutlich gegen seine Gegenkandidaten von der Liberal Party, R. Angus (14.183 Stimmen, 32,12 Prozent) sowie der Labour Party, M. F. Cross (8.333 Stimmen, 18,87 Prozent) durchsetzen. Bei den darauf folgenden Wahlen erhielt er jeweils deutliche, zum Teil sogar absolute Mehrheiten. Spicer vertrat den Wahlkreis Dorset West mehr als 33 Jahre lang im Unterhaus, ehe er auf eine erneute Kandidatur bei den Wahlen am 1. Mai 1997 verzichtete und von seinem Parteifreund Oliver Letwin als Wahlkreisinhaber abgelöst wurde.

#### Politische Ansichten
Spicer war ein grundsätzlicher Unterstützer der Politik von Premierministerin Margaret Thatcher und sprach sich wie diese gegen Sanktionen gegen Südafrika und eine Lockerung der Einwanderungsbestimmungen aus. Er war außerdem ein Befürworter der Wiedereinführung der Todesstrafe. Europapolitisch war er überzeugt davon, dass Großbritannien und seine Nachbarn eine starke und vereinigte Stimme benötigte und unterstützte John Major beim parteiinternen Streit über den Vertrag von Maastricht, wenngleich er die dortigen föderalistischen Ziele ablehnte.
Er unterstützte darüber hinaus als Vorsitzender der Britisch-Türkischen Parlamentariergruppe die Rolle der Türkei in der Türkischen Republik Nordzypern. Nach dem Falklandkrieg empfing Spicer 1982 Sara Jones, die Witwe des für seinen Einsatz bei Goose Green posthum mit dem Victoria-Kreuz ausgezeichneten Commanding Officer des 2. Bataillons des Fallschirmjägerregiments Oberstleutnant Herbert Jones, im Unterhaus sowie auf dem Parteitag der Conservative Party.

#### Einsatz für den Sport
Als Abgeordneter engagierte sich Spicer, der in seiner Jugend Fechter und Fünfkämpfer war, für sportliche Aktivitäten der Parlamentsmitglieder und war die treibende Kraft einer Sporthalle für das Parlament, nachdem der erste Vorsitzende der Tories im Europäischen Parlament, Peter Michael Kirk, im Alter von 48 Jahren 1977 an einem Herzinfarkt verstarb. In einer Pressekonferenz im Palace of Westminster über die Risiken von Herzinfarkten erklärte er: „Grundsätzlich trinken Abgeordnete zu viel und treiben zu wenig Sport“ (‚Basically, MPs drink too much and do too little exercise‘). Die Sporthalle, die 1978 eröffnet wurde und dessen Vorsitzender Spicer wurde, wurde 1990 in ein größeres Gebäude verlegt.
Mit zwei früheren Offizieren gründete Spicer 1981 Fitness for Industry (FFI), ein Unternehmen zur Entwicklung von Sporthallen für Manager. Die erste Halle wurde im Institute of Directors eingeweiht. FFI eröffnete weitere Fitnessräume in Hotels und übernahm schließlich auch den Betrieb der Sporthalle des Unterhauses. Er gehörte ferner zur Schwimmmannschaft des House of Commons und schwamm für dieses noch 1994 als 69-Jähriger durch die Themse und trank anschließend Whisky, um damit die Bakterien abzutöten.

### Pro-europäische Haltung und Mitglied des Europäischen Parlaments 1975 bis 1984
Nachdem die Labour Party die Unterhauswahlen vom 10. Oktober 1974 gewonnen hatte, beschuldigte Spicer die Gegner des gemeinsamen Binnenmarktes die Neuverhandlungen von Premierminister James Callaghan hinsichtlich der Mitgliedschaftsbedingungen zu untergraben. 1975 engagierte er sich maßgeblich bei der konservativen „Ja“-Kampagne für das EG-Referendum.
1975 wurde Spicer darüber hinaus vom House of Commons zum Mitglied des Europäischen Parlaments ernannt und fungierte dort als Parlamentarischer Geschäftsführer (Whip) seiner Partei. In den folgenden Jahren setzte er sich bessere europäische Feuerschutzbedingungen ein und absolvierte einen Französisch-Intensivsprachkurs.
Vor der Europawahl 1979 überzeugte er Premierministerin Thatcher, dass es der Partei zugutekommen würde, wenn einige ihrer Europaabgeordneten ein „Duales Mandat“ hätten, mit Sitzen in Straßburg sowie im Palace of Westminister. Bei der Europawahl wurde er am 7. Juni 1979 für Wessex mit einer Mehrheit von 87.834 Stimmen zum Mitglied des 1. Europäischen Parlamentes gewählt. Nachdem das duale Mandat jedoch abgeschafft wurde, verzichtete er auf eine erneute Kandidatur bei der Europawahl 1984 und konzentrierte sich auf seine Mitgliedschaft im Unterhaus.

### Vize-Vorsitzender der Conservative Party
Nach seinem Ausscheiden aus dem Europaparlament wurde Spicer von Margaret Thatcher zum stellvertretenden geschäftsführenden Parteivorsitzenden (Party Vice-Chairman) und war als solcher auch Vorsitzender des Internationalen Büros sowie der Auslandsbüros der Conservative Party. In dieser Funktion bemühte er sich nach einer Änderung des Wahlrechts darum, dass sich im Ausland lebende Anhänger der konservativen Tories für Wahlen registrieren ließen.
Hierzu reiste er 1986 nach Hollywood, um dort lebende britische Stars für diese Kampagne zu gewinnen. Die Kampagne erwies sich jedoch als „Rohrkrepierer“, da sich nur 66 von rund 500.000 in Kalifornien lebende britischstämmige Einwohner sich registrieren ließen und Joan Collins der einzige Star war, der die Kampagne unterstützte. Spätere Bemühungen Spicers erwiesen sich jedoch erfolgreicher, nachdem das Gesetz insoweit in Kraft trat, dass im Ausland lebende Briten sich für den Wahlkreis registrieren lassen konnten, in dem sie zuletzt gelebt hatten.
Spicer, der 1988 zum Knight Bachelor geschlagen wurde und fortan den Namenszusatz „Sir“ führte, war ferner seit 1992 Gründungsvorsitzender der Westminster Foundation for Democracy, eine überparteiliche Organisation, die mit Unterstützung des Foreign and Commonwealth Office (FCO) früheren kommunistischen Ländern dabei half, demokratische Institutionen zu gründen. Des Weiteren war er parlamentarischer Berater der Kriegsveteranenorganisation Royal British Legion.
Aus seiner 1954 geschlossenen Ehe mit Winifred Shanks, die 2010 verstarb, gingen zwei Töchter hervor.